# David Acevedo
David Acevedo (né le 20 février 1937 à Santa Fe en Argentine) est un joueur de football international argentin, qui évoluait au poste de défenseur.

## Biographie

### Carrière en club
Avec le CA Independiente, il remporte trois championnats d'Argentine et deux Copa Libertadores.

### Carrière en sélection
Avec l'équipe d'Argentine, il joue 5 matchs (pour aucun but inscrit) en 1967. 
Il figure dans le groupe des sélectionnés lors de la Coupe du monde de 1958. Il ne joue aucun match lors de la phase finale de cette compétition.

## Palmarès
Independiente
| - Championnat d'Argentine (3) : - Champion : 1960, 1963 et 1967 (Nacional). - Vice-champion : 1964. - Copa Libertadores (2) : - Vainqueur : 1964, 1965. |  | - Coupe intercontinentale : - Finaliste : 1964 et 1965. |